# 莒犂比公
莒犂比公（？—前542年），己姓，名密州，為春秋諸侯國莒国君主之一，是莒國第17任君主。在位35年。魯襄公三十一年（前542年）莒犂比公密州暴虐，先立子展輿為太子，既而廢之，展輿遂殺父嗣位，其弟公子去疾投奔母國齊國。